# 金山村 (山形県)
金山村（かねやまむら）は山形県東置賜郡にあった村。現在の南陽市金山にあたる。

## 地理
- 山：大鷹山、鷹戸山
- 河川：吉野川

## 歴史
- 1891年（明治24年）4月14日 - 吉野村の一部（大字金山）が分立して発足。
- 1955年（昭和30年）2月1日 - 宮内町・漆山村・吉野村と合併し、改めて宮内町が発足。同日金山村廃止。

## 交通

### 道路
- 小滝街道（現・山形県道5号山形南陽線）